# Daniel Schenkel
Daniel Schenkel (* 21. Dezember 1813 in Dägerlen; † 19. Mai 1885 in Heidelberg) war ein protestantischer Theologe.

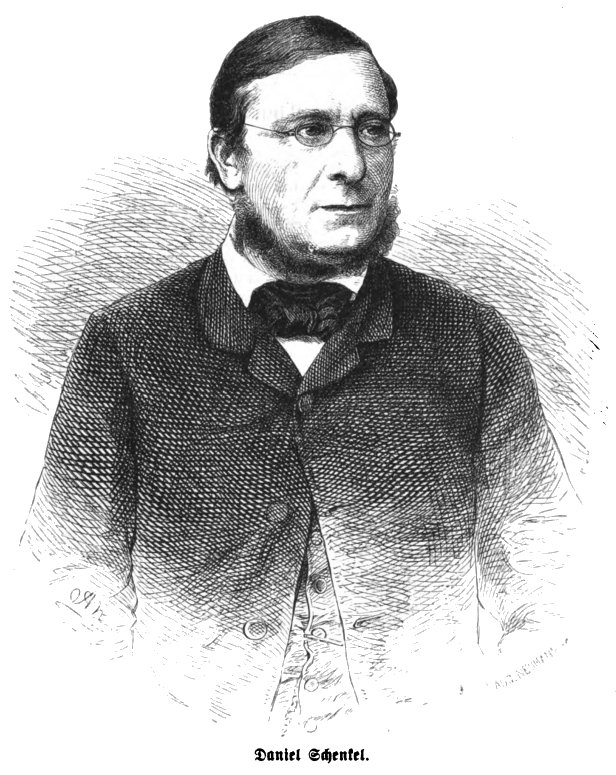
Daniel Schenkel

## Leben
Schenkel machte seine Studien in Basel und Göttingen. Nach dem Vikariat in Schaffhausen habilitierte er sich 1838 als Privatdozent zu Basel, wurde 1841 Pfarrer am Münster in Schaffhausen, 1849 Professor zu Basel und 1851 Professor, Seminardirektor und Universitätsprediger an der Ruprecht-Karls-Universität Heidelberg, der er 1856/57 auch als Rektor vorstand. Als einflussreicher Theologe der badischen Landeskirche gehörte er mehrfach der Synode an und wurde mit dem Titel Kirchenrat geehrt. Er starb kurz nach seinem Eintritt in den Ruhestand.

## Wirken
Unter seinen zahlreichen Schriften sind hervorzuheben: 
- Das Wesen des Protestantismus. 3 Bände. Schaffhausen 1845–51; 2. wesentlich verkürzte Auflage in 1 Band, 1862; dazu:
- Das Prinzip des Protestantismus. Schaffhausen 1852.
- Gutachten der theologischen Fakultät der Universität Heidelberg über den durch Pastor R. Dulon angeregten Kirchenstreit in Bremen. Heidelberg 1852.
- Die religiösen Zeitkämpfe in ihrem Zusammenhange mit dem Wesen der Religion und der religiösen Gesamtentwicklung des Protestantismus. Hamburg 1847.
- Der Unionsberuf des evangelischen Protestantismus. Frankfurt 1855.
- Die christliche Dogmatik vom Standpunkt des Gewissens. 2 Bände. Wiesbaden 1858–59.
- Das Charakterbild Jesu. Wiesbaden 1864; 4. Auflage 1873. Dieses Werk brachte dem Verfasser einen Angriff auf seine amtliche Stellung ein, dem er in seinen Schriften: Zur Orientierung über meine Schrift ‚Das Charakterbild Jesu‘ (Wiesbaden 1864) und Die protestantische Freiheit in ihrem gegenwärtigen Kampf mit der kirchlichen Reaktion (Wiesbaden 1865) begegnete.

Er stand damals an der Spitze des Protestantenvereins, für dessen Zwecke auch seine in Elberfeld erscheinende Allgemeine kirchliche Zeitschrift (1860 bis 1872) sowie seine Schrift Der Deutsche Protestantenverein und seine Bedeutung (Wiesbaden 1868) wirkten. Gleichzeitig redigierte er das Bibellexikon, Realwörterbuch zum Handgebrauch für Geistliche und Gemeindeglieder (Leipzig 1869–75, 5 Bände).
Später veröffentlichte er: 
- Friedrich Schleiermacher. Lebens- und Charakterbild. Elberfeld 1818.
- Luther in Worms und Wittenberg. Elberfeld 1870.
- Christentum und Kirche. 2 Teile. Wiesbaden 1867.
- Die Grundlehren des Christentums, aus dem Bewußtsein des Glaubens dargestellt. Leipzig 1877.
- Das Christusbild der Apostel und der nachapostolischen Zeit. Leipzig 1879.

Von der Arbeit Schenkels zeigte sich sogar der Schriftsteller Arno Schmidt (1914–1979), eigentlich entschiedener Kritiker alles Christlichen, beeindruckt: „SCHENKEL etwa : 1 der sehr wenigen Bücher, die mit dem X=tum ein wenig versöhnen könntn“.